# Marc Boegner
Pour les articles homonymes, voir Boegner.
Marc Boegner, né le 21 février 1881 à Épinal et mort le 18 décembre 1970 à Paris, est un pasteur et théologien protestant, responsable d'Église et essayiste français.

## Biographie

### Jeunesse
Marc Boegner est issu d’une famille protestante alsacienne. Il est le fils de Paul Boegner, avocat puis préfet, et de Marguerite Fallot, et le neveu du pasteur Alfred Boegner, directeur de la Société des missions évangéliques de Paris. Son grand-père était professeur au Gymnase protestant de Strasbourg.
Il passe son enfance à Épinal, avant de suivre sa famille à Orléans, où il se lie d’amitié avec Charles Péguy, puis à Paris où il fait ses études secondaires à l’École alsacienne. Il est élève en classe préparatoire de l'École navale, au lycée Lakanal, mais il doit renoncer à une carrière dans la marine du fait d'un début de myopie. Il obtient une licence de droit, puis décide, sous l'effet de ce qu'il nomme sa « conversion » et très marqué par l'influence de son oncle le pasteur Tommy Fallot, d'entrer à la faculté de théologie protestante de Paris. Il y soutient en juillet 1905 une thèse de baccalauréat en théologie, intitulée Les catéchismes de Calvin. Il épouse en premières noces le 24 juillet 1905 une sœur du diplomate Paul Bargeton, Jeanne Bargeton, fille du haut fonctionnaire Louis Bargeton, avec laquelle il a quatre enfants (dont Philippe Boegner et Jean-Marc Boegner) et qui meurt d'une crise cardiaque en 1933.

### Début de carrière pastorale
Marc Boegner est nommé pasteur à Aouste-sur-Sye (Drôme), où Tommy Fallot a été pasteur pendant neuf ans. Il est nommé en 1911 professeur à la Société des missions évangéliques de Paris, où il rencontre John Mott, laïc américain méthodiste, fondateur de la Fédération universelle des associations chrétiennes d'étudiants, futur lauréat du prix Nobel de la paix (1946) et initiateur du mouvement œcuménique. Marc Boegner obtient, en 1914, une licence de théologie, en soutenant une thèse intitulée La vie et la pensée de Tommy Fallot.
Il est mobilisé à Paris comme infirmier-chef en août 1914, tout en continuant à présider des cultes. À l'issue de la guerre, il est nommé pasteur de la paroisse protestante parisienne de Passy-Annonciation (1918-1953), où il est rejoint en 1934 par le pasteur et théologien Pierre Maury, introducteur de la pensée de Karl Barth en France et professeur de dogmatique à la faculté de théologie protestante de Paris.

### Figure présidentielle
En 1928, il inaugure les prédications du carême protestant à la radio et se prononce en faveur de l'unité des chrétiens. Cette activité radiophonique contribue à le faire connaître.
De 1929 à 1961, il est président de la Fédération protestante de France, organisme qui réunit des Églises protestantes françaises, réformées et luthériennes. Lors de la réunification des Églises réformées en 1938, il devient le premier président du conseil national de la nouvelle Église réformée de France.
Selon Patrick Cabanel, l'année 1937 a vu une victoire feutrée de Boegner sur Freddy Durrleman, animateur de La Cause, qui a été contraint par le ministre des Postes de céder à la Fédération protestante son émission hebdomadaire sur Radio-Paris. Habitué à présider, « chef national des protestants » comme l'avait été le marquis de Ruvigny au XVIIe siècle, Marc Boegner serait une figure « épiscopalienne » voire « cardinalice ». Il se remarie en 1935, avec Mary Thurneysen ; celle-ci meurt d'une pneumonie en 1951.

### Années de guerre et d'occupation
Le 24 janvier 1941, il est nommé membre du Conseil national de Vichy, et décoré de la francisque.
En juin 1940, après l'armistice, la Fédération protestante souhaite que son président se fixe en zone libre et Marc Boegner s'installe à Nîmes où la tradition protestante reste forte, tandis qu'André-Numa Bertrand, vice-président de la Fédération protestante et pasteur de l'Oratoire du Louvre, reste à Paris. Marc Boegner multiplie les déplacements et les interventions auprès du gouvernement de Vichy en faveur des personnes déplacées ou regroupées dans le camp d'internement de Drancy et au camp de Gurs et ensuite en faveur des Juifs.

#### Premières interventions contre l'antisémitisme
Il intervient ainsi auprès de Pierre Laval, mais en vain, pour lui demander de renoncer à inclure les enfants juifs de moins de seize ans dans les convois de déportation. Dès septembre 1940, il soutient le projet d'action de la Cimade qui permet à Madeleine Barot et Jeanne Merle d'Aubigné d'intervenir au sein du camp de Gurs, afin de porter secours aux internés parmi lesquels se trouve une majorité de réfugiés juifs, dont l'écrivaine pacifiste Adrienne Thomas, la philosophe Hannah Arendt et la peintre Lou Albert-Lasard. Le 23 décembre 1940, il adresse une lettre aux huit présidents de région de l'Église réformée de France de la zone libre pour rappeler notamment que « pour l'Église il n'y a pas de problème juif » et que « l'Église a le devoir de rappeler à l'État […] que son autorité, dont le fondement est Dieu, doit s'exercer pour le bien de tous ses ressortissants, dans une volonté de justice, et dans le respect des personnes ».
Le 26 mars 1941, il écrit deux lettres au nom de l'Église réformée de France, l’une à l’amiral Darlan, vice-président du Conseil national, l’autre au grand-rabbin de France Isaïe Schwartz, dans laquelle il déplore la mise en place d’une législation raciste : « Notre Église, qui a jadis connu les souffrances de la persécution, ressent une ardente sympathie pour vos communautés dont en certains endroits la liberté du culte est déjà compromise et dont les fidèles viennent d’être si brusquement jetés dans le malheur. Elle a déjà entrepris et ne cessera pas de poursuivre des démarches en vue d’une refonte indispensable de la loi. » Première manifestation publique de solidarité des chrétiens français envers les Juifs, cette lettre connaît un retentissement extraordinaire, notamment grâce au journal collaborationniste Au Pilori qui a cru bon de la publier sous le titre « Une lettre inadmissible du chef des protestants de France », ou encore à Je suis partout, qui la publie intégralement (pour la dénoncer).

#### Prises de position des Églises françaises face à la collaboration et aux mesures anti-juives
À partir de juin 1941, confronté à l'échec de ses interventions auprès de l'amiral François Darlan, il prend contact avec le cardinal Gerlier, archevêque de Lyon et primat des Gaules. Le cardinal s'était signalé par son soutien sans faille au maréchal Pétain lorsque celui-ci était devenu chef de l'État français. Le pasteur Boegner demande au prélat d'aborder la question raciale avec le maréchal. Après avoir reçu ces protestations conjointes des Églises chrétiennes, Pétain demande davantage de modération au secrétaire d’État aux questions juives, demande qui reste sans effet tandis que la situation des Juifs empire dès juin 1941.
Le 20 août 1942, après de nouvelles mesures antijuives en zone occupée et la rafle du Vélodrome d'Hiver, il écrit une lettre au maréchal Pétain. Cette lettre connait à nouveau une très large diffusion, cette fois grâce à la presse et à la radio internationales. Elle présente un caractère tout nouveau par rapport à ses précédentes interventions, en ce sens qu’elle porte sur les opérations de livraison à l’Allemagne de Juifs étrangers, déjà internés dans les camps : « La vérité est que viennent d’être livrés à l’Allemagne des hommes et des femmes réfugiés en France pour des motifs politiques et religieux, dont plusieurs savent d’avance le sort terrible qui les attend […]. Je suis obligé d’ajouter, Monsieur le Maréchal, que la livraison de ces malheureux étrangers s’est effectuée, en maints endroits, dans des conditions d’inhumanité qui ont révolté les consciences les plus endurcies et arraché des larmes aux témoins de ces mesures. ». Simultanément Marc Boegner obtient du cardinal Gerlier une lettre de protestation auprès du maréchal Pétain sur les mêmes questions.
Ces protestations prennent aussi la forme de lettres pastorales, souvent lues en chaire au cours des cultes dominicaux. Le dimanche 6 septembre 1942, à l'issue de l'Assemblée du désert à Mialet, Marc Boegner réunit les nombreux pasteurs présents pour leur faire partager sa vision sur le fait que le gouvernement de Vichy s'est désormais résolument placé du côté de l'occupant et de son idéologie. Il protège également la Montagne-refuge du Chambon-sur-Lignon et du Mazet-Saint-Voy.
En 1943, Marc Bogner condamne l'envoi forcé des travailleurs en Allemagne au titre du STO. Les Allemands le menacent et exercent un chantage sur lui, en vain.

### Après-Guerre
Marc Boegner est appelé à témoigner lors du procès de Philippe Pétain, le 30 juillet 1945.
Après la guerre, il poursuit ses fonctions de président de la Fédération protestante de France jusqu’en 1961, date à laquelle le pasteur Charles Westphal lui succède. En 1947, il fonde l'Alliance biblique française, qu'il préside jusqu'en 1968. Président du comité directeur de la Société des missions de 1948 à 1968, il a critiqué les injustices ayant provoqué l'insurrection malgache de 1947, tout en mettant en garde contre « le risque redoutable » d'une dérive nationaliste de l'Église malgache.
Il continue son combat pour l'unité en participant au mouvement œcuménique. Il est observateur au  concile Vatican II. Il encourage l'expérience de Taizé, où il discerne « une grande grâce », et il y prononce un sermon en 1962, à la veille de l'inauguration de l'église de la réconciliation. Il établit une relation de confiance avec Roger Schütz.
Convaincu de l'importance des moyens de communication modernes, il est à l'origine de la création, en 1955, par la Fédération protestante de France, de l'émission télévisée hebdomadaire Présence protestante dont le pasteur Marcel Gosselin prend la direction.
Marc Boegner est élu membre de l’Académie des sciences morales et politiques en 1946, et à l’Académie française en 1962. C'est la première fois qu'un pasteur protestant siège à l'Académie. Il occupe — par coïncidence — le fauteuil 2 qui a eu « pour premier titulaire en 1634, le huguenot Valentin Conrart, l’un des fondateurs et le premier secrétaire perpétuel de l’Académie ». Il meurt au soir du 18 décembre 1970 à Paris, et il est inhumé au cimetière du Montparnasse.

## Responsabilités institutionnelles
- Président de la Fédération française des associations chrétiennes d'étudiants (1923-1935)[2]
- Président de la Fédération protestante de France (1929-1961)[2]
- Président du conseil national de l'Église réformée de France (1938-1950)[2]
- Président de la Société des missions évangéliques de Paris (1945-1968)[2]

## Publications
- 1905 : Les Catéchismes de Calvin : Étude d'histoire et de catéchétique (thèse de baccalauréat), 1905.
- 1914 : The Unity of the Church, 1914.
- 1914-1926 : La Vie et la Pensée de Tommy Fallot, 2 vol., 1914-1926.
- 1926 : L'Influence de la Réforme sur le développement du droit international.
- 1928 : Le Christianisme et le Monde moderne, recueil de prédications.
- 1929 : Les Missions protestantes et le Droit international.
- 1929 : Dieu, l'éternel tourment des hommes, recueil de prédications.
- 1930 : Jésus-Christ, recueil de prédications.
- 1931 : Tommy Fallot : L'Homme et l'Œuvre.
- 1931 : Qu'est-ce que l'Église ?, recueil de prédications.
- 1932 : L'Église et les questions du temps présent.
- 1933 : La Vie chrétienne.
- 1935 : Le Christ devant la souffrance et devant la joie, recueil de prédications.
- 1939 : L'Évangile et le Racisme.
- 1947 : Le Problème de l'unité chrétienne, recueil de prédications.
- 1951 : La Prière de l'Église universelle.
- 1953 : La Vie triomphante.
- 1956 : Le Chrétien et la Souffrance.
- 1957 : Les Sept Paroles de la Croix.
- 1958 : Notre vocation à la sainteté.
- 1960 : Ténèbres et lumières aux abords du Calvaire, recueil de prédications.
- 1968 : L'Exigence œcuménique des Églises : Souvenirs et perspectives.

Discours à l'Académie française
- Discours de réception (6 juin 1963), en ligne.
- Rapport sur les prix de Vertu (2 décembre 1965), en ligne.

## Hommages et distinctions

### Distinctions
- Grand officier de la Légion d'honneur (30 décembre 1964)[25]
- 1946 : membre de l'Académie des sciences morales et politiques
- 1962 : membre de l'Académie française
- 1987 : Juste parmi les Nations[26].
- Docteur honoris causa de sept universités (Prague, Édimbourg, Toronto, université Northwestern d'Evanston, Bonn, Genève et Aberdeen[2].

### Hommages

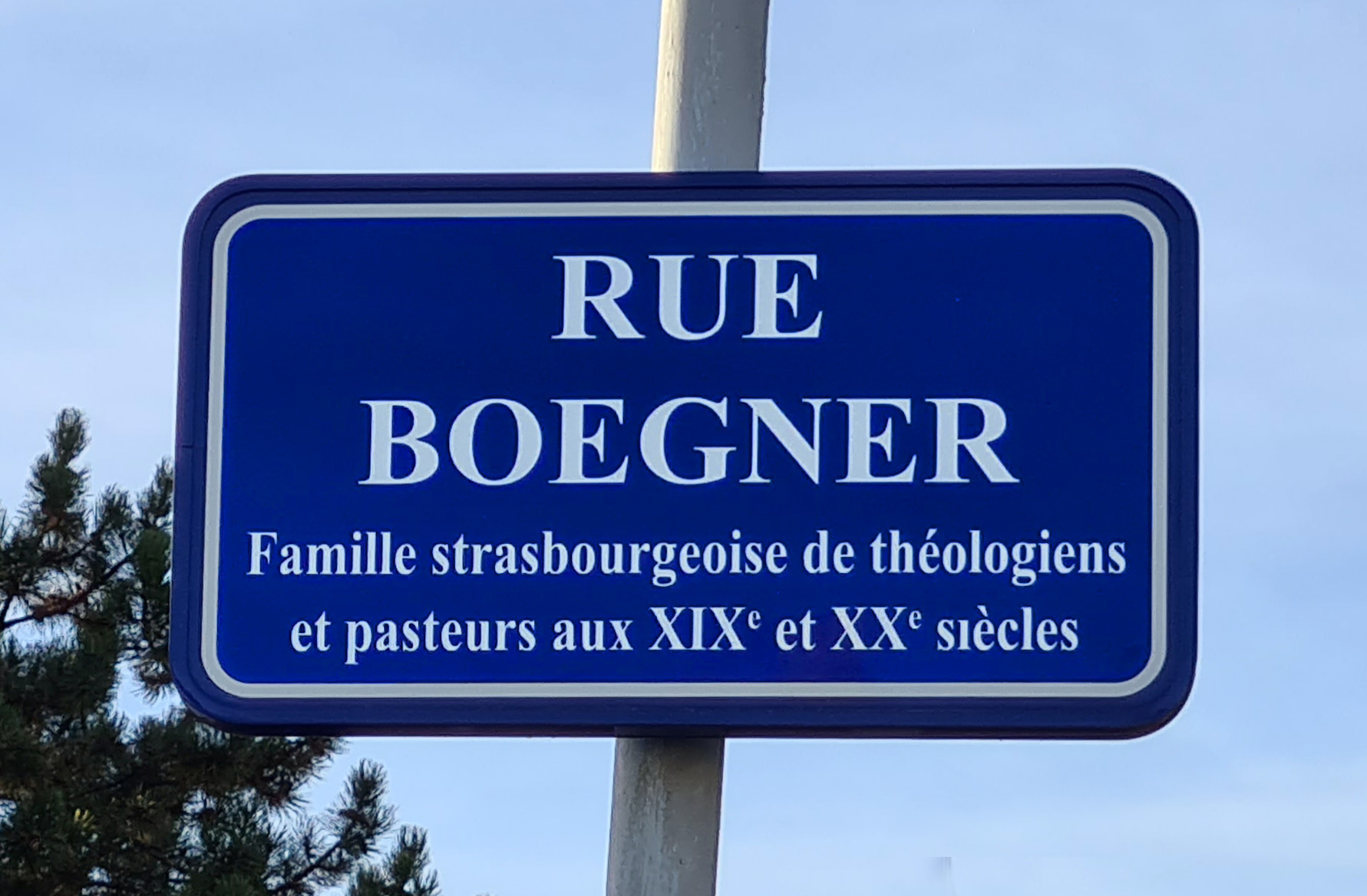
Plaque de rue à Strasbourg.

- Une voie publique de Paris (16e arrondissement) porte le nom de rue du Pasteur-Marc-Boegner ;
- Une voie publique de Lyon (9e arrondissement) porte le nom de rue Marc-Boegner.
- Une voie publique de Nîmes (Gard) porte le nom de boulevard du Pasteur-Marc-Boegner.
- Le nom d'une rue de Strasbourg, dans le quartier de la Robertsau, rend hommage à la famille Boegner.
- À Épinal, la rue Sadi-Carnot est devenue la rue Pasteur-Boegner[27].